# 커크 손턴
커크 손턴(영어: Kirk Thornton, 1956년 3월 13일 ~ )은 미국의 성우이다. 애니메이션과 비디오 게임에서 자주 출연한다. 대표적인 배역으로 애니메이션 《바람의 검심》의 사이토 하지메 역, 《무적코털 보보보》의 돈벼락 역, 게임 소닉 시리즈의 섀도 더 헤지호그 역 등이 있다.